# Agudeza visual

Gráfica de Snellen, usada para medir la agudeza visual.

La agudeza visual es la capacidad del sistema de visión para percibir, detectar o identificar objetos especiales con unas condiciones de iluminación buenas. Es, por tanto, un indicador de la función visual. Para una distancia al objeto constante, si el paciente ve nítidamente una letra pequeña, tiene más agudeza visual que otro que no la ve.
Se basa en los siguientes fundamentos:
- Capacidad de determinar un objeto sobre un fondo (mínimo distinguible)
- Capacidad de determinar dos puntos o líneas separados (mínimo separable)
- Capacidad de distinguir la orientación de un símbolo (mínimo legible de sensación)
- Capacidad de reconocer letras o números (mínimo legible verdadero). Este es importante para disminuir al mínimo los requerimientos cognitivos y motores.

En óptica optométrica, para calcular la agudeza visual de un paciente lo que se hace es someterlo a un examen en el que tendrá que superar distintas pruebas visuales. Estas se dividen en dos grandes grupos: aquellas que tienen en cuenta la visión de lejos y las que valoran la visión de cerca.  

## Agudeza visual normal
Se considera que una persona posee una agudeza visual normal cuando es capaz de discernir contornos nítidos separados a una distancia mínima de 1,75 mm desde una distancia de 20 pies (aproximadamente 6 metros). Esto equivale aproximadamente a la capacidad de apreciar detalles con un diámetro angular de 1' (un minuto de grado sexagesimal).
El test de Snellen y otras pruebas similares se basan en este principio.

## Valoración de la agudeza visual

### Valoración visión de lejos
- Test de Snellen: son los más populares. Fue el primer test utilizado para evaluar la agudeza visual, ideado por Snellen en el año 1862. Está formado por 11 filas de letras que van de tamaño más grande a más pequeño conforme bajamos la mirada. Como menor sea la medida de la última fila que se puede leer completamente, mejor será la agudeza visual del paciente.
- Test de Landolt: formados por filas de caracteres que son circulares pero con un trazado no continuo, sino con una discontinuidad que el paciente tendrá que identificar (anillos de Landolt). El sistema de cálculo de la agudeza visual es el mismo que el anterior: arriba los caracteres más grandes y abajo los más pequeños. En consecuencia, es normal en estas pruebas la presencia de la letra C en forma circular y en distintos tamaños y posiciones. El paciente en este caso tendrá que resolver dónde está la discontinuidad: arriba, abajo, derecha, etc.[3]
- Test de contraste y frecuencias: su objetivo es el cálculo de la agudeza visual al contraste (diferenciación de blanco y negro) que somos capaces de distinguir.

Para figuras tridimensionales o en relieve, el paciente se somete a exámenes de agudeza visual estereoscópica.

### Valoración visión cercana
Dentro de esta se pretende valorar no solo la capacidad de distinción de letras, sino también evaluar la capacidad lectora para interpretar un texto continuo. Actualmente existen diferencias entre los distintos tests en cuanto a optotipo, medida de letra, separación, distancia de uso, etc. En 1988 el "Visual Function Comittee of International Council of Ophtalmology" publicó unos estándares para homogeneizar las cartas de lectura. Desde entonces se han diseñado cuatro tests bajo estas indicaciones:
- Bailey-Lovie Word Reading Chart. Se trata de un test de lectura ideado en 1979 por los doctores homónimos. Su diseño consta de palabras no relacionadas entre ellas de 4, 7 o 10 letras por palabra y 6 palabras por línea. 11 palabras en las medidas pequeñas. Se utilizan 17 medidas diferentes en Times New Roman con una progresión de disminución de tamaño logarítmica. La distancia de uso es de 25 cm. Este test permite evaluar la capacidad de resolución a la hora de leer pero no la habilidad lectora.
- MNRead. Es el test de lectura más utilizado para la evaluación sistematizada del rendimiento lector. Fue desarrollado en 1989 por el grupo G. Leggee en el laboratorio para la investigación de baja visión de la Universidad de Minnesota. Inicialmente se pensó como un test de ordenador para calcular la velocidad de lectura y fue en 1993 cuando se simplificó y pasó a formato impreso. Las tarjetas se componen de 19 oraciones estandarizadas con 60 caracteres incluyendo espacios dispuesto en un párrafo rectangular de tres líneas. Estas oraciones se componen a su vez de 10 palabras de longitud determinada en tipología Times New Roman que puedan formar parte del vocabulario de un niño de ocho años. La medida de los párrafos disminuye en progresión logarítmica. La distancia de uso es de 40 cm. El cálculo de la agudeza lectora (logMAR) es el siguiente: Agudeza = 1,4 - (frases leídas correctamente x 0,1) + (errores x 0,01). Es destacable que desde 2017 este test se encuentra disponible en versión informatizada (iPad).
- RADNER Reading Chart. Este test fue diseñado por W. Radner en 1998. Permite medir de forma simultánea y estandarizada la agudeza visual de cerca y la velocidad de lectura. Con un diseño similar a MNREAD, consiste en 24 frases de 14 palabras cada una que suponen 22-24 sílabas, con un total de 82-84 caracteres incluyendo espacios. La posición de las palabras viene determinada por unas reglas específicas; por ejemplo -en inglés- la primera línea debe contener cinco palabras, la primera de las cuales ha de ser monosílaba de tres letras y estar seguida en segunda o tercera posición por un nombre de dos sílabas. Hay 14 niveles de letra, la tipología utilizada es la Helvética. La distancia de uso es entre 40 y 32 cm. El cálculo de la agudeza visual es el siguiente: LogRAD SCORE = logRAD + (sílabas o palabras incorrectas * 0,005). El cálculo de la velocidad de lectura (ppm) = (14*60)/segundos.
- Colenbrander English Continuous Text Near Vision Cards (Precision Vision, Woodstock, IL) Este test se compone de oraciones de 44 caracteres incluyendo espacios y un total de 9 u 11 palabras. Es de uso a 40 cm. Presenta notaciones decimales desde 0,063 hasta 1,25, también expresadas en Snellen y unidades M.

- SKread Test (Precision Vision, Woodstock, IL, USA). Este test fue diseñado para evaluar la habilidad lectora de aquellos pacientes con baja visión. Consiste en párrafos con seis letras solas mezcladas con diez palabras no relacionadas, haciendo un total de 60 caracteres incluyendo espacios. El número de palabras con dos, tres, cuatro, cinco o seis letras es el mismo en todos los parágrafos.
- Oculus Reading Probe II. Actualmente disponible en alemán. Utiliza párrafos largos de un libro escrito por Sven Hegin y del libro "El libro de la Selva" de Rudjard Kipling. La medida de las letras disminuye logarítmicamente. La agudeza visual se da para 25 cm, 32 cm y 40 cm. Aparte del texto y a diferencia de los demás tests, este utiliza otros métodos para evaluar la lectura como horarios de tren o direcciones telefónicas.

Además de estos tests estandarizados existen otros que también son de uso en la práctica clínica:
- IReST (International Reading Speed Texts) Este test utiliza textos de lectura para valorar la velocidad lectora de los pacientes con un texto de una medida determinada, 1M, correspondiente a la medida normal de la mayoría de escritos que encontramos en la vida diaria. Está diseñado principalmente para evaluar a personas con problemas de lectura que tengan baja visión como DMAE, dislexia, alteraciones neurológicas, etc. aunque también pueda utilizarse en personas con una visión normal. Se compone de 10 textos de unas 130 palabras cada uno y 881 caracteres con una dificultad sintáctica y de vocabulario similar a la que presentaría un niño de 10-12 años. Al ser textos de mayor extensión, hay menor variación en cuanto a la toma del tiempo de lectura y proporciona mayor información sobre la fluidez, fatiga y errores.

## Agudeza visual en niños
Detectar a tiempo posibles problemas de agudeza visual en niños (aproximadamente de los 6 a los 12 años de edad) resulta esencial para evitar futuras alteraciones en la vista que deriven en problemas oculares como el estrabismo o la miopía, que afectan al 6% de los niños.
En esta etapa, las dificultades visuales crecen y se desarrollan exponencialmente. Sin embargo, hay ciertos puntos que indican problemas en la agudeza visual en estas edades: 
1. Dolor de cabeza
2. La vista no actúa correctamente en relación con las distancias, por eso el sujeto se acerca demasiado a los objetos (No los ve de forma nítida de lejos)
3. Dificultades de concentración y aprendizaje (Especialmente en la lectura y el colegio)
4. De forma automática el sujeto cierra un poco los ojos para distinguir mejor algunas formas

Si estos síntomas se presentan, es recomendable realizar valoraciones de agudeza visual al niño. Un factor a considerar para aplicar estas pruebas es la edad del niño, pues ésta será proporcional a su grado de implicación, capacidad y disposición hacia los test. Por otra parte, las pruebas se realizarán en los dos ojos del niño, tapando lo que no esté siendo examinado en el momento. Esto se debe a que, para diagnosticar o extraer una conclusión específica es necesario tener información de cada ojo por separado. 
Test de preferencia visual en niños: Esta prueba se realiza a niños de 6 meses hasta 2 años. El/La niño/a verá una especie de láminas de color gris delante suya que tienen, a sus lados, líneas blancas y negras. A medida que la prueba avanza, estas líneas se van haciendo más delgadas y finas (van apareciendo de forma intermetente y aleatoria). Para adaptar la prueba al niño, se emplearán guiños que aumentarán su concentración y capacidad de entendimiento de la prueba. Para evaluar su agudeza visual, se mirará hasta cuánto el niño puede distinguir las líneas. Cuando éstas aparezcan el niño moverá su cabeza en dirección al nuevo elemento incorporado, en este caso, las líneas. Así pues, cuando ya no se muestre ningún movimiento de cabeza, la valoración concluirá su grado de agudeza en función de la separación más fina que se ha podido percibir por el sujeto de la prueba. Cabe remarcar que, para adaptar la prueba a estas edades, deben disponerse de recursos como juguetes para captar la atención y el interés. En toda la prueba es importante, según los expertos, la rapidez con la que se realiza, de esta forma se dispondrá de la máxima concentración posible.
Test de Pigassou en niños: El niño verá varios dibujos que le resulten atractivos, sencillos y poco extraños. El tamaño de éstos se irá reduciendo progresivamente. A medida que este proceso avanza, el niño deberá señalar e identificar con palabras lo que está viendo. Debido a su corta edad, en muchas ocasiones no se describirán las figuras con una máxima claridad (a menudo emplean comparaciones, asociaciones con figuras geométricas o con personajes de películas y TV), pero sí es necesario que el niño reconozca bien aquello que está viendo. Cuando las figuras sean demasiado pequeñas para el niño y éste ya no reconozca lo que se le muestra, el test de Pigassou habrá terminado. 
E de Snellen en niños: Sólo se realizará si el niño supera los 3 años de edad y éste dispone de una buena actitud de cooperación con el especialista. La prueba consiste en la muestra de una letra E que va cambiando su posición y tamaño. El niño debe indicar esta posición de la forma más comprensible posible y con los recursos que sea capaz. Para facilitar esta comunicación, puede haber cartulinas o piezas de madera que el niño puede utilizar para explicar la posición que está viendo. 